# Harrow Peaks
Harrow Peaks är en bergstopp i Antarktis. Den ligger i Östantarktis. Nya Zeeland gör anspråk på området. Toppen på Harrow Peaks är 941 meter över havet.
Terrängen runt Harrow Peaks är varierad. En vik av havet är nära Harrow Peaks åt sydost.  Trakten är obefolkad. Det finns inga samhällen i närheten.